# Psyche
Psyche é um gênero de mariposa pertencente à família Psychidae.
Está presente principalmente na América do Norte e Europa.

## Espécies
- Psyche baikalensis
- Psyche brachycornis
- Psyche bundeli
- Psyche burmeisteri
- Psyche casta
- Psyche crassiorella
- Psyche dyaulensis
- Psyche edwardsiella
- Psyche elongatella
- Psyche fatalis
- Psyche flavicapitella
- Psyche ghilarovi
- Psyche hedini
- Psyche hissarica
- Psyche kunashirica
- Psyche libanotica
- Psyche limulus
- Psyche luticoma
- Psyche minutella
- Psyche nebulella
- Psyche obscurata
- Psyche ominosa
- Psyche pinicola
- Psyche psycodella
- Psyche pyrenaea
- Psyche quadrangularis
- Psyche rassei
- Psyche rouasti
- Psyche samoana
- Psyche saxicolella
- Psyche semnodryas
- Psyche servicula
- Psyche sichotealinica
- Psyche syriaca
- Psyche taiwana
- Psyche trimenii
- Psyche tubifer
- Psyche yeongwolensis